# Leon Dame
Leon Dame (geboren 1999 in Berlin) ist ein international tätiges deutsches Model.

## Leben und Karriere
Leon Dame, der in Berlin aufwuchs, wurde nach eigenen Angaben als Model entdeckt, als er auf seinem Heimweg auf den Bus wartete. Seine erste große Show lief er im 2015 in Paris für das japanische Modelabel Sacai. Die New York Times führte Dame, der damals 17 Jahre alt war, bereits 2016 als eines von acht männlichen Jungmodels auf, „die in dieser Saison bei der New York Fashion Week beachtet werden sollten“. Mit 17 Jahren lief er unter anderem für Alexander McQueen, Jil Sander und Gucci. Parallel zu seiner Modelkarriere studierte er Theater- und Politikwissenschaften an der Freien Universität Berlin.
Seit 2018 arbeitet er für Maison Margiela. Im September 2018 lief er bei der Mutiny-Show von John Galliano mit einem sorbetgrünen Negligé, Puppenschuhen und einer Badekappe über den Laufsteg. Im Februar 2019 folgte für Maison Margiela ein Auftritt in bunt bemalten Leggings und mit einem Bolero.
International bekannt wurde Dame mit dem Schlussauftritt der Frühjahr/Sommer-Show 2020 von Maison Margiela im Pariser Grand Palais im Herbst 2019 bei der Paris Fashion Week, bei dem er kniehohe High Heels aus Leder und eine Matrosen-Jacke, unter der seine weißen Hotpants zu sehen waren, trug. Inszeniert wurde der Auftritt vom Creative Director des Modelabels, John Galliano, der bereits öfter für umstrittene Shows sorgte. Die Vogue beschrieb seinen Auftritt als Kombination aus „engelsgleichem Kind und unverschämter Selbstsicherheit“, mit der Dame „die sozialen Medien geflutet“ habe. Auf Twitter wurde der Auftritt als der einer „dreisten Babygiraffe, die gerade einen Club verlässt“, charakterisiert. Sein Auftritt, der auch von der Vogue-Chefredakteurin Anna Wintour positiv aufgenommen wurde, ging viral und erzielte auf Facebook über 1,6 Millionen Abrufe. Die Sängerin Rihanna gehört zu seinen Followern auf Instagram.
Im Januar 2020 war Leon Dame erneut Star der Modenschau von Maison Margiela, als er zur Präsentation der Haute Couture-Frühjahrskollektion 2020 eine Gürteljacke und einen roten „Bowler hat“ trug.
Während der COVID-19-Pandemie trat er bei dem Projekt #ValentinoEmpathy auf, bei dem Gelder zur Unterstützung eines Krankenhauses in Rom angeworben wurden. Für diese Kampagne wurden die Models zuhause fotografiert, wo sie die Herbst- und Winterkollektion vorstellten.
Im Juni 2021 wurde er von der deutschen VOGUE zu Körperbildern, Gesellschaft und Schönheit befragt.

## Auszeichnungen
2019 wurde er zum Breakout Star Men gewählt, 2020 und 2021 war er für Model of the Year Men nominiert.